# Донковци
Донковци е село в Северна България. То се намира в община Елена, област Велико Търново.

## География
Село Донковци се намира в планински район.
Намира се до моста над язовир „Йовковци“. Има и няколко къщи за гости. Лятото е слънчево и прохладно, а зимата мека, с много снежни
дни. Просторите на Елено-Твърдишкия балкан подхранват множество малки
бързотечащи реки, в които плува балканска мряна и кефал. Лятно време
рекичките предоставят условия за къпане, а поляните край тях възможности
за летуване. Много са местата за еднодневни излети. По поляните има
диворастящи плодове горски ягоди, малини, къпини, гъби и изключително
богато разнообразие от полезни билки.

## Културни и природни забележителности
От височината зад махалата се разкрива уникално красива гледка към цялата долина на язовира с махалите около него и язовирната стена над Капиново. Комбинацията от подходящата надморска височина и голям воден басейн е много подходяща за лечение на белодробни проблеми. Град Елена се намира само на 8 км.от махалата. Околностите му са много красиви. Около селото на различни разстояния са
разположени махалички с по 10-20 къщи. Местността е удобна за
туризъм, билкарство, гъбарство, лов и риболов. Красивата местност, реката и
гостоприемството на местните жители изкушават хора от цялата страна да
заменят морето с къмпингуване под звездите.